# Ekstrakt kvasca
Ekstrakt kvasca je skupno ime za različite oblike prerađenih kvaščevih proizvoda koji se koriste kao aditivi i arome u hrani. Često se koriste na isti način kao i natrijev-glutamat, te oni, kao i natrijev-glutamat, često sadrže slobodnu glutaminsku kiselinu. Ova tekstura varira od tekućina, pa sve do lagane paste. Glutaminska kiselina se u ekstraktu kvasce proizvodi iz fermentacijskog ciklusa na temelju kiselina, koji se pronalazi kod nekih kvasaca, pogotovo kod onih koji se uzgajaju za korištenje kod kuhanja, tj. kod pečenja.